# Bahnstrecke Mülheim-Heißen–Altendorf (Ruhr)
| |                                 |                                                                                |                                                                                |
| Streckennummer (DB): | 2180                            |                                                                                |                                                                                |
| Kursbuchstrecke (DB): | ex 227g                         |                                                                                |                                                                                |
| Streckenlänge: | 15 km                           |                                                                                |                                                                                |
| Spurweite: | 1435 mm (Normalspur)            |                                                                                |                                                                                |
| Streckengeschwindigkeit: | 50 km/h                         |                                                                                |                                                                                |
| Zweigleisigkeit: | Mülheim-Heißen–Essen-Steele Süd |                                                                                |                                                                                |
| |                                 |                                                                                |                                                                                |
| \| \| \| ehem. Strecke von Mülheim Hbf \| \| \| \| 0,0 \| Mülheim-Heißen (Bft von Essen-West, ehem. Bf) \| Mülheim-Heißen (Bft von Essen-West, ehem. Bf) \| \| \| \| Strecke nach Essen West, ehem. nach Essen-Nord \| \| \| \| \| ehem. Strecke von Borbeck \| \| \| \| 3,0 \| Essen-Margarethenhöhe \| Essen-Margarethenhöhe \| \| \| 5,1 \| Essen-Rüttenscheid \| Essen-Rüttenscheid \| \| \| \| Anschl. Zeche Langenbrahm \| \| \| \| \| \| \| \| \| \| Anschl. Zeche Neu Essen II (Zeche Ludwig) u. Fa. Rommenhöller \| \| \| \| \| \| \| \| \| \| S-Bahn-Strecke Düsseldorf–Essen S 6 \| \| \| \| 7,7 \| Essen-Rellinghausen \| Essen-Rellinghausen \| \| \| 8,9 \| Anst Essener Wasserwerk u Dinnendahl \| Anst Essener Wasserwerk u Dinnendahl \| \| \| \| Untergraben Spillenburger Wehr \| \| \| \| 9,4 \| Anst Griesheim \| Anst Griesheim \| \| \| \| Obergraben Spillenburger Wehr \| \| \| \| 10,9 \| Essen-Steele Süd \| Essen-Steele Süd \| \| \| \| S-Bahn-Strecke Wuppertal–Essen S 9 \| \| \| \| \| Aufstellbahnhof Steele-Süd \| \| \| \| \| \| \| \| \| \| Anschl. Horster Eisen- u. Stahlw. (Neu Schottland), Zeche Eintracht Schacht II \| \| \| \| \| \| \| \| \| \| \| \| \| \| \| Anschl. Gelsenwasser Werk Horst, geplante Strecke nach Dahlhausen \| \| \| \| \| \| \| \| \| \| Ruhr \| \| \| \| \| Anschl. Zeche Charlotte \| \| \| \| \| ehem. Ruhrtalbahn von Essen-Überruhr \| \| \| \| \| \| \| \| \| 14,2 \| Schacht Theodor (1942–1945, nur für Bergleute der Zeche Theodor)[1] \| Schacht Theodor (1942–1945, nur für Bergleute der Zeche Theodor)[1] \| \| \| \| \| \| \| \| \| \| \| \| \| 15,0 \| Altendorf (Ruhr) \| Altendorf (Ruhr) \| \| \| \| ehem. Ruhrtalbahn nach Dahlhausen \| \| \| \| \| Zeche Altendorf nörd. Mulde \| \| \| \| \| Zeche Altendorf südl. Mulde \| \| \| \| \| Altendorf-Dumberg (ehem. geplant)[2] \| \| \| \| \| ehem. geplante Strecke nach Hattingen[3] \| \| \| \| \| \| \| \| Quellen: [4][5][6] \| \| \| \| |                                 |                                                                                |                                                                                |
| Strecke (außer Betrieb) |                                 | ehem. Strecke von Mülheim Hbf                                                  | ehem. Strecke von Mülheim Hbf                                                  |
| Betriebsstelle Strecke bis hier außer Betrieb | 0,0                             | Mülheim-Heißen (Bft von Essen-West, ehem. Bf)                                  | Mülheim-Heißen (Bft von Essen-West, ehem. Bf)                                  |
| Abzweig ehemals geradeaus und nach links |                                 | Strecke nach Essen West, ehem. nach Essen-Nord                                 | Strecke nach Essen West, ehem. nach Essen-Nord                                 |
| Abzweig geradeaus und von links (Strecke außer Betrieb) |                                 | ehem. Strecke von Borbeck                                                      | ehem. Strecke von Borbeck                                                      |
| Haltepunkt / Haltestelle (Strecke außer Betrieb) | 3,0                             | Essen-Margarethenhöhe                                                          | Essen-Margarethenhöhe                                                          |
| Bahnhof (Strecke außer Betrieb) | 5,1                             | Essen-Rüttenscheid                                                             | Essen-Rüttenscheid                                                             |
| Abzweig geradeaus und nach rechts (Strecke außer Betrieb) |                                 | Anschl. Zeche Langenbrahm                                                      | Anschl. Zeche Langenbrahm                                                      |
| |                                 |                                                                                |                                                                                |
| Abzweig geradeaus und nach links (Strecke außer Betrieb) |                                 | Anschl. Zeche Neu Essen II (Zeche Ludwig) u. Fa. Rommenhöller                  | Anschl. Zeche Neu Essen II (Zeche Ludwig) u. Fa. Rommenhöller                  |
| |                                 |                                                                                |                                                                                |
| Kreuzung geradeaus unten (Strecke geradeaus außer Betrieb) |                                 | S-Bahn-Strecke Düsseldorf–Essen S 6                                            | S-Bahn-Strecke Düsseldorf–Essen S 6                                            |
| Bahnhof (Strecke außer Betrieb) | 7,7                             | Essen-Rellinghausen                                                            | Essen-Rellinghausen                                                            |
| Blockstelle (Strecke außer Betrieb) | 8,9                             | Anst Essener Wasserwerk u Dinnendahl                                           | Anst Essener Wasserwerk u Dinnendahl                                           |
| Brücke über Wasserlauf (Strecke außer Betrieb) |                                 | Untergraben Spillenburger Wehr                                                 | Untergraben Spillenburger Wehr                                                 |
| Blockstelle (Strecke außer Betrieb) | 9,4                             | Anst Griesheim                                                                 | Anst Griesheim                                                                 |
| Brücke über Wasserlauf (Strecke außer Betrieb) |                                 | Obergraben Spillenburger Wehr                                                  | Obergraben Spillenburger Wehr                                                  |
| Bahnhof (Strecke außer Betrieb) | 10,9                            | Essen-Steele Süd                                                               | Essen-Steele Süd                                                               |
| Kreuzung geradeaus unten (Strecke geradeaus außer Betrieb) |                                 | S-Bahn-Strecke Wuppertal–Essen S 9                                             | S-Bahn-Strecke Wuppertal–Essen S 9                                             |
| Dienststation / Betriebs- oder Güterbahnhof (Strecke außer Betrieb) |                                 | Aufstellbahnhof Steele-Süd                                                     | Aufstellbahnhof Steele-Süd                                                     |
| |                                 |                                                                                |                                                                                |
| Abzweig geradeaus und von links (Strecke außer Betrieb) |                                 | Anschl. Horster Eisen- u. Stahlw. (Neu Schottland), Zeche Eintracht Schacht II | Anschl. Horster Eisen- u. Stahlw. (Neu Schottland), Zeche Eintracht Schacht II |
| |                                 |                                                                                |                                                                                |
| |                                 |                                                                                |                                                                                |
| Abzweig geradeaus und nach links (Strecke außer Betrieb) |                                 | Anschl. Gelsenwasser Werk Horst, geplante Strecke nach Dahlhausen              | Anschl. Gelsenwasser Werk Horst, geplante Strecke nach Dahlhausen              |
| |                                 |                                                                                |                                                                                |
| Brücke über Wasserlauf (Strecke außer Betrieb) |                                 | Ruhr                                                                           | Ruhr                                                                           |
| Abzweig geradeaus und nach rechts (Strecke außer Betrieb) |                                 | Anschl. Zeche Charlotte                                                        | Anschl. Zeche Charlotte                                                        |
| Kreuzung geradeaus oben (Strecken außer Betrieb) · Strecke von rechts (außer Betrieb) |                                 | ehem. Ruhrtalbahn von Essen-Überruhr                                           | ehem. Ruhrtalbahn von Essen-Überruhr                                           |
| |                                 |                                                                                |                                                                                |
| Haltepunkt / Haltestelle (Strecke außer Betrieb) · Strecke (außer Betrieb) | 14,2                            | Schacht Theodor (1942–1945, nur für Bergleute der Zeche Theodor)               | Schacht Theodor (1942–1945, nur für Bergleute der Zeche Theodor)               |
| |                                 |                                                                                |                                                                                |
| Abzweig geradeaus und von links (Strecke außer Betrieb) · Strecke nach rechts (außer Betrieb) |                                 |                                                                                |                                                                                |
| Bahnhof (Strecke außer Betrieb) | 15,0                            | Altendorf (Ruhr)                                                               | Altendorf (Ruhr)                                                               |
| Abzweig geradeaus und nach links (Strecke außer Betrieb) |                                 | ehem. Ruhrtalbahn nach Dahlhausen                                              | ehem. Ruhrtalbahn nach Dahlhausen                                              |
| Dienststation / Betriebs- oder Güterbahnhof (Strecke außer Betrieb) |                                 | Zeche Altendorf nörd. Mulde                                                    | Zeche Altendorf nörd. Mulde                                                    |
| Abzweig geradeaus und nach rechts (Strecke außer Betrieb) |                                 | Zeche Altendorf südl. Mulde                                                    | Zeche Altendorf südl. Mulde                                                    |
| Bahnhof (Strecke außer Betrieb) |                                 | Altendorf-Dumberg (ehem. geplant)                                              | Altendorf-Dumberg (ehem. geplant)                                              |
| Strecke (außer Betrieb) |                                 | ehem. geplante Strecke nach Hattingen                                          | ehem. geplante Strecke nach Hattingen                                          |
| |                                 |                                                                                |                                                                                |
| Quellen: |                                 |                                                                                |                                                                                |

Die Bahnstrecke Mülheim-Heißen–Altendorf (Ruhr) ist eine historische Eisenbahnverbindung von Heißen (heute Mülheim an der Ruhr-Heißen) nach Altendorf (heute Essen-Burgaltendorf), die im Osten von Mülheim an der Ruhr beginnt und im Wesentlichen durch den Essener Süden führt.

## Geschichte

### Bau

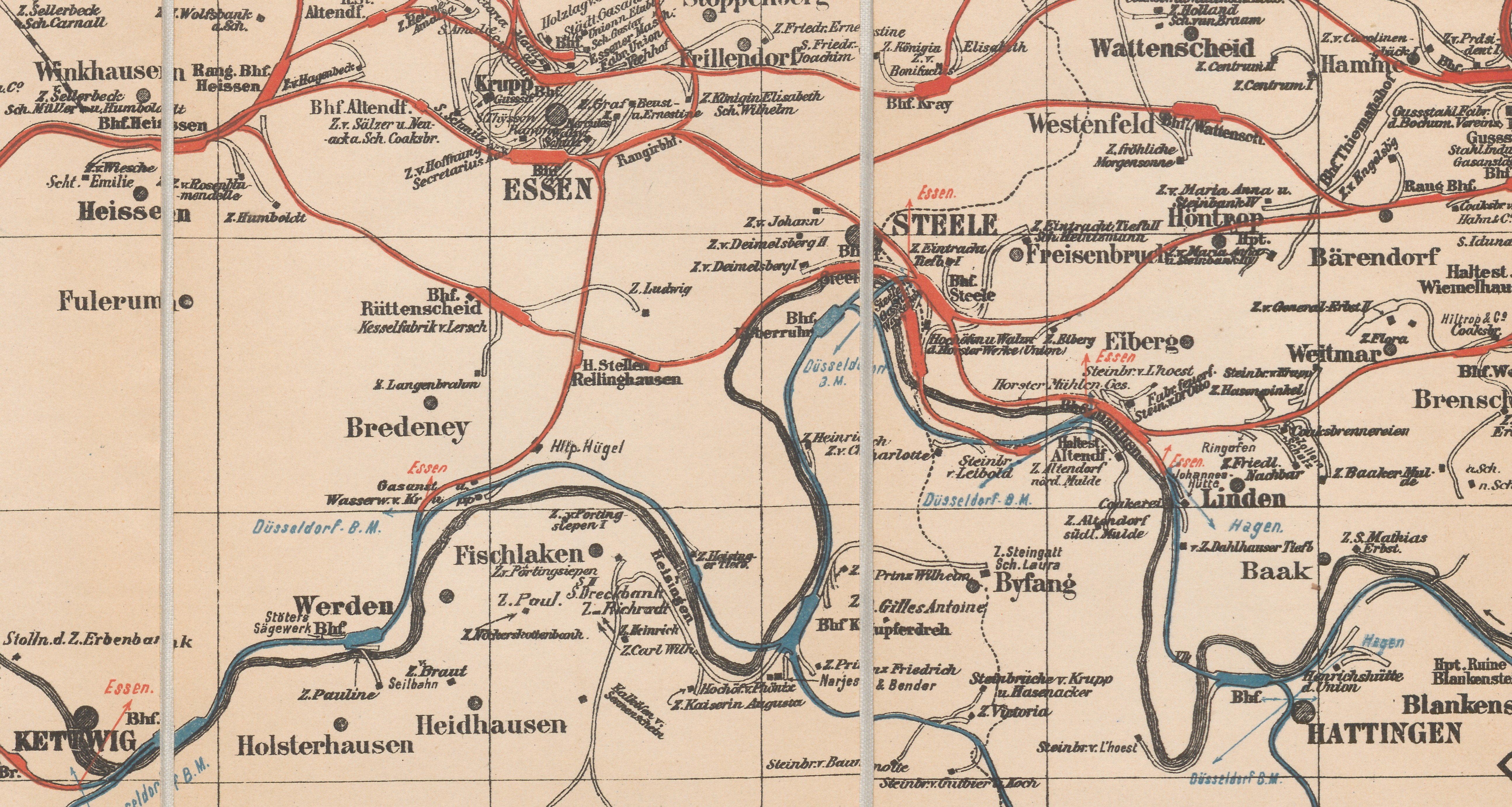
Die Bahnstrecke Heißen – Steele – Altendorf (– Hattingen) auf einer Übersichtskarte von 1891

Die Bahnstrecke wurde 1872 bis 1879 von der Rheinischen Eisenbahn-Gesellschaft (RhE) errichtet, einer der vier großen privaten Eisenbahngesellschaften im Ruhrgebiet. Sie wurde als Stichbahn ihrer Ruhrgebietsstrecke Osterath–Dortmund hauptsächlich zur Abfuhr der Kohle aus den Gruben im Tal der Ruhr gebaut.
Der Güterverkehr wurde bis Essen-Rüttenscheid am 1. August 1872 aufgenommen, am 10. Juni 1878 bis Steele Süd und am 22. Januar 1879 bis Altendorf (Ruhr). Dort überquerte sie die bereits fünf Jahre zuvor von der Bergisch-Märkischen Eisenbahn-Gesellschaft (BME) als Teil der mittleren Ruhrtalbahn erbaute Strecke von Überruhr nach (Bochum-)Dahlhausen.
Ursprünglich war die Weiterführung der Strecke links der Ruhr von Altendorf (Ruhr) über Hattingen und Sprockhövel nach Wichlinghausen geplant, ebenso eine rechts der Ruhr verlaufende Verbindung der Rheinischen Bahn zwischen Steele Süd und Hattingen über Dahlhausen. Beide Vorhaben wurden durch die Verstaatlichung der Eisenbahngesellschaften RhE 1880 und BME 1882 aber obsolet.

### Personenverkehr

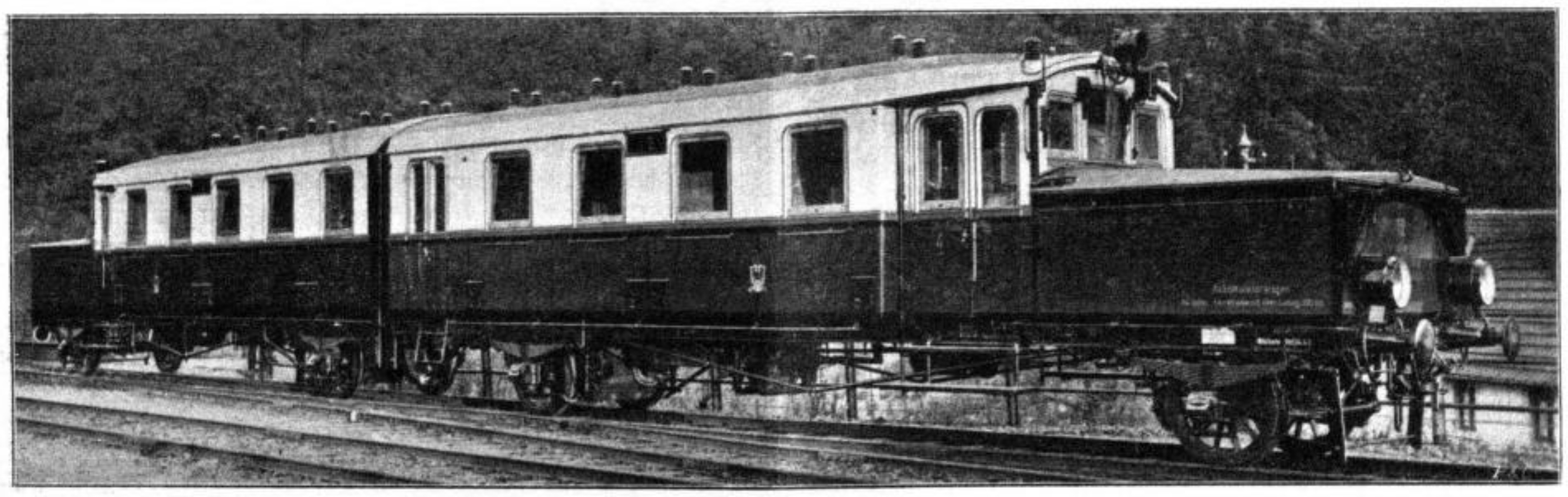
Wittfeld-Akkumulatortriebwagen Gattung AT3 (zweiteilig) der Preußischen Staatseisenbahnen

Der Personenverkehr begann auf der ganzen Strecke erst am 1. Juli 1879 und beschränkte sich stets auf den Nahverkehr. Mit der Beheimatung von Wittfeld-Akkumulatortriebwagen (ETA) in Mülheim-Heißen ab 1908 übernahmen diese auch einen Teil des Personenverkehrs zwischen Mülheim-Heißen und Hattingen (Ruhr) über Steele Süd. Der Fahrplan von 1914 verzeichnet elf tägliche Zugpaare zwischen Heißen und Dahlhausen, teilweise auch bis Hattingen. Davon verkehrten fünf als Triebwagenfahrten, allerdings nur an Werktagen. Zusätzlich bedienten einzelne Züge nur einen Teil der Strecke. Ein Zug begann bereits in Mülheim-Speldorf. In den 1920er- und 1930er-Jahren gehörte die Bahnstrecke Mülheim-Heißen – Altendorf (Ruhr) zu den Stammstrecken der Mülheimer ETA.
Vor dem Zweiten Weltkrieg konzentrierte sich der Personenverkehr auf den Abschnitt zwischen Essen-Rüttenscheid und Altendorf (Ruhr). Insgesamt verkehrten 16 Zugpaare an Werktagen und 13 an Sonn- und Feiertagen, davon neun beziehungsweise sieben mit ETA. Dabei wurden alle Züge bis Dahlhausen (Ruhr) durchgebunden, sechs Zugpaare – sonn- und feiertags vier – verkehrten weiter bis Hattingen. Zwischen Essen-Rüttenscheid und Mülheim-Heißen verkehrten lediglich zwei Zugpaare; sie dienten zur Zuführung der ETA zu ihrem Bahnbetriebswerk in Heißen.
Auch während des Krieges wurde auf der Strecke der planmäßige Personenverkehr kaum eingeschränkt. Am 2. November 1942 wurde für die Bergleute der Zeche Theodor am km 14,2 der Haltepunkt „Schacht Theodor“ eingerichtet. Für den öffentlichen Verkehr war der Haltepunkt hingegen nicht freigegeben.

### Nachkriegszeit
Am Ende des Zweiten Weltkriegs wurde am 10. April 1945 die Ruhrbrücke zwischen Steele Süd und Altendorf gesprengt und nicht wieder aufgebaut. Damit war die Strecke ab 1945 nur noch von Heißen bis Steele Süd befahrbar.
Nach dem Zweiten Weltkrieg wurde die Unterhaltung der ETA in Mülheim-Heißen nicht wieder aufgenommen. Im Personenverkehr pendelte eine Zuggarnitur zwischen Essen-Rüttenscheid und Steele Süd. Insgesamt fuhren werktags zwölf Zugpaare, an Sonn- und Feiertagen sieben. Zwei Zugpaare zwischen Essen-Rüttenscheid und Mülheim-Heißen dienten wie vor dem Krieg der Zuführung zum Bahnbetriebswerk Heißen.
1946 wurde für den Personenverkehr der Haltepunkt Essen-Margarethenhöhe unterhalb der Straßenbrücke der Sommerburgstraße eingerichtet. Außerdem wurde das Zugangebot wieder erweitert. Im Winterfahrplan 1948/49 verkehrten werktags 16 Zugpaare zwischen Mülheim-Heißen und Steele Süd, sonn- und feiertags waren es fünf Zugpaare und ein zusätzlicher Zug von Heißen nach Steele Süd. Einige Züge wurden in Heißen von beziehungsweise nach Mülheim-Eppinghofen durchgebunden. Da die Ruhrbrücke bei Steele Süd zerstört war, wurde der Personenverkehr nach Altendorf (Ruhr) über die Mittlere Rurtalbahn abgewickelt. Von Essen-Steele aus konnte ein neu eingerichteter Haltepunkt „Posten 1“ für Fahrten in Richtung Altendorf genutzt werden. Er lag an der Kreuzung der Bahnstrecke von Überruhr nach Altendorf (Ruhr) mit der Langenberger Straße, rund 800 Meter vom Bahnhof Essen-Steele Süd entfernt. Zwei Züge aus Richtung Altendorf wendeten in Überruhr und fuhren weiter nach Steele Hbf.
Der Sommerfahrplan 1953 verzeichnet ein nochmal deutlich ausgeweitetes Angebot. So verkehrten an Werktagen 16 Zugpaare zwischen Mülheim-Eppinghofen und Essen-Steele Süd, an Sonn- und Feiertagen zwölf. Etwa die Hälfte wurde nach Mülheim-Speldorf durchgebunden. Zusätzlich gab es zwei werktägliche Zugpaare Essen-Rellinghausen – Steele Süd und zurück sowie ein tägliches Zugpaar Heißen – Steele Süd und zurück. Damit wurde im Personenverkehr die Verkehrsleistung vor dem Krieg auf der verbliebenen Strecke noch übertroffen.

### Einstellung des Personenverkehrs
Bereits im Sommerfahrplan 1962 verkehrte auf der Strecke lediglich noch ein Alibi-Zugpaar werktags außer samstags, gebildet aus Triebwagen. Der erste Zug startete um 9:58 Uhr in Mülheim-Speldorf und erreichte Essen-Steele Süd um 10:23 Uhr. Die Rückfahrt begann um 10:26 Uhr und erreichte Mülheim-Speldorf um 10:51 Uhr. Das war damals das gesamte Angebot im Schienenpersonenverkehr zwischen Mülheim (Ruhr)-Stadt und Essen-Steele Süd. Der Personenverkehr auf der parallel verlaufenden Ruhrtalbahn war zwischen Essen-Überruhr und Bochum-Dahlhausen über Altendorf (Ruhr) zu diesem Zeitpunkt bereits eingestellt. Im Winterfahrplan 1964/65 erschien dann bei diesem Zugpaar der Hinweis „Zug kann jederzeit ausfallen“. Der Personenverkehr auf der Gesamtstrecke wurde am 21. Mai 1965 eingestellt.

### Museumsverkehr

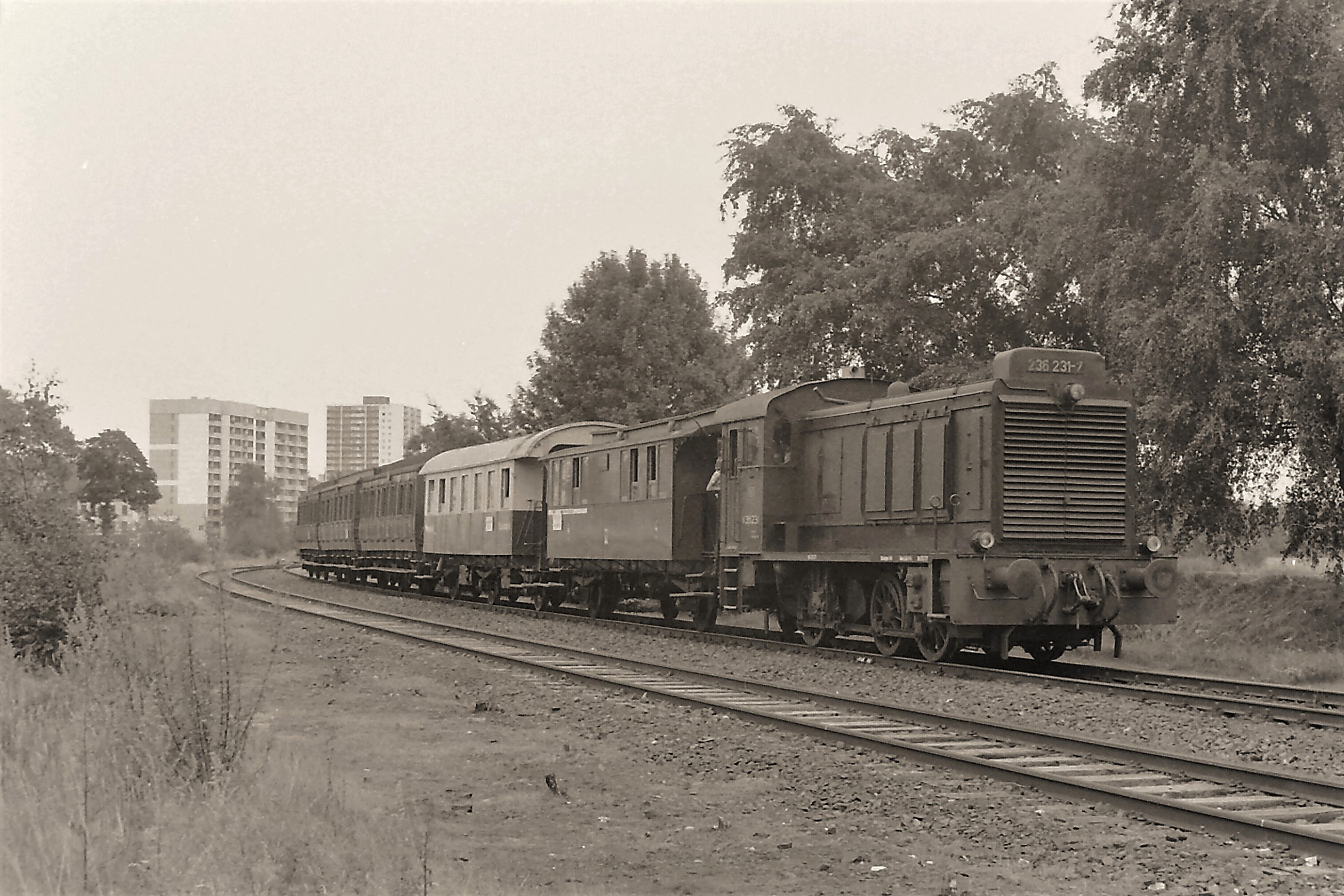
Museumszug der DGEG aus dem Eisenbahnmuseum Bochum in Steele Süd, 1978

Ab dem 21. März 1970 verkehrten Museumsfahrten des Modelleisenbahnclubs Essen, später der DGEG zwischen Essen-Rüttenscheid und Essen-Steele Süd. Nach der Errichtung eines Bahnsteigs an der Grugahalle wurden Fahrten von Steele Süd zur Gruga angeboten. Anlässlich der Eröffnung des Gewerbegebiets Ruhrau 1978 wurde der Museumsverkehr auf das damals noch für den Güterverkehr in Betrieb befindliche Reststück in Richtung Altendorf (Ruhr) ausgeweitet. Im selben Jahr noch wurden die Museumsfahrten allerdings eingestellt.

### Stilllegung
Ab 1979 wurde der Güterverkehr von Heißen bis Rellinghausen verkürzt, im Frühjahr 1980 wurden die Gleise von Rellinghausen bis Steele Süd abgebaut. 1986 erfolgte die Einstellung des Gesamtverkehrs zwischen Rüttenscheid und Rellinghausen.
Seit 2001 ist die gesamte Strecke stillgelegt, entwidmet und zu einem Radweg umgebaut worden. Der Fuß- und Radweg auf den ersten 8,6 Kilometern der ehemaligen Bahnstrecke trägt die Bezeichnung „Grugaweg“, auch „Grugatrasse“ genannt. Er beginnt am einstigen Bahnhof Heißen, wo er vom Radschnellweg Ruhr (RS1) abzweigt.
Der Bahnhof Rüttenscheid ist einem Parkplatz für die Grugahalle gewichen.

## Bildergalerie

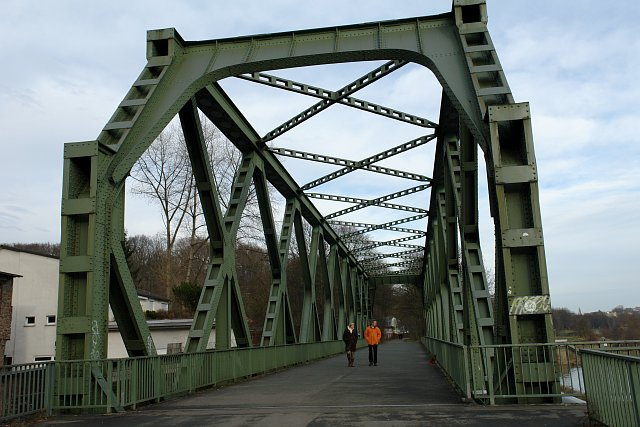
Brücke über den Untergraben des Wasserkraftwerkes Spillenburger Mühle, 2007
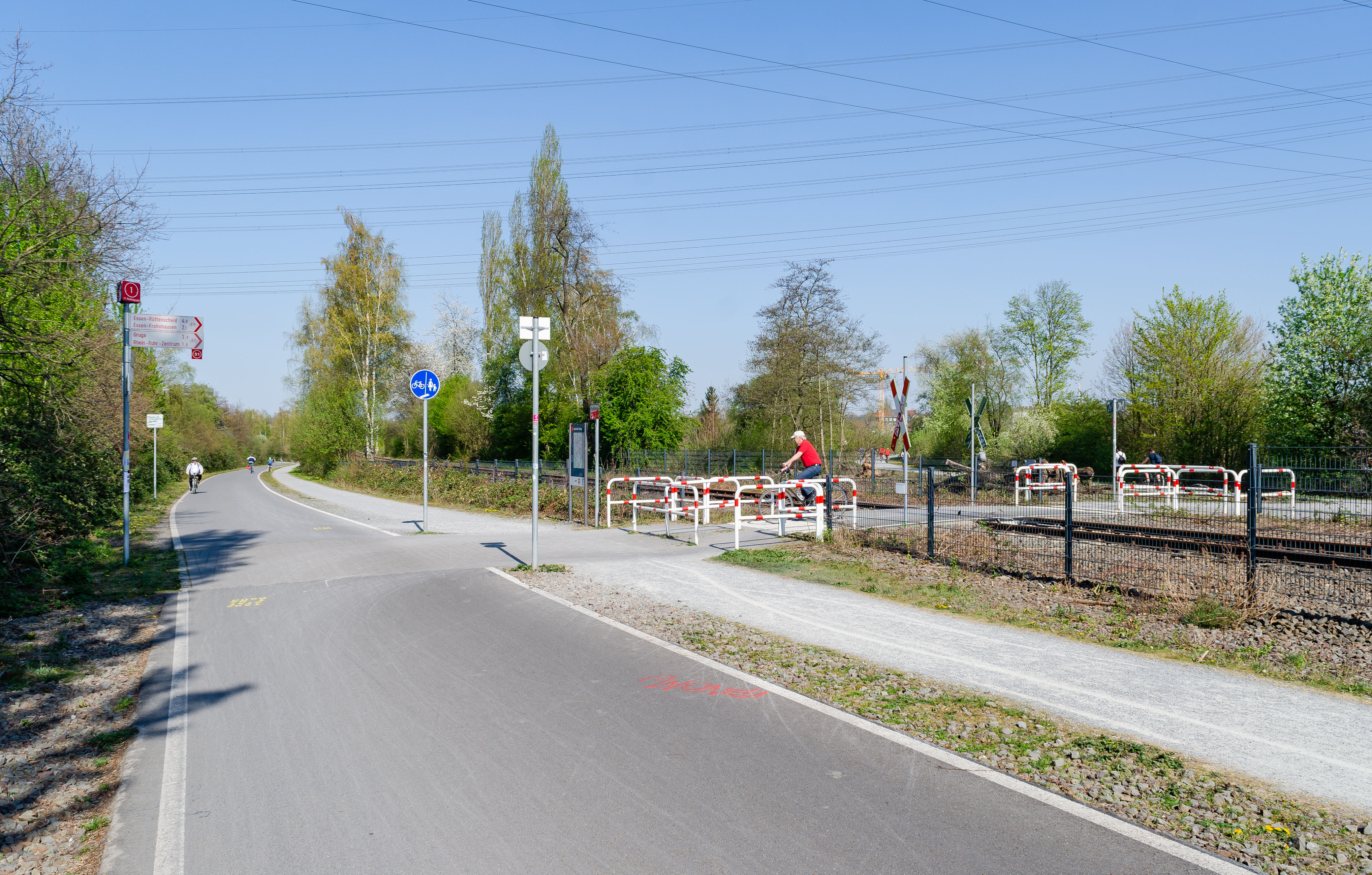
Abzweig der heutigen Grugatrasse vom Radschnellweg Ruhr (RS1) am einstigen Bahnhof Heißen, 2020
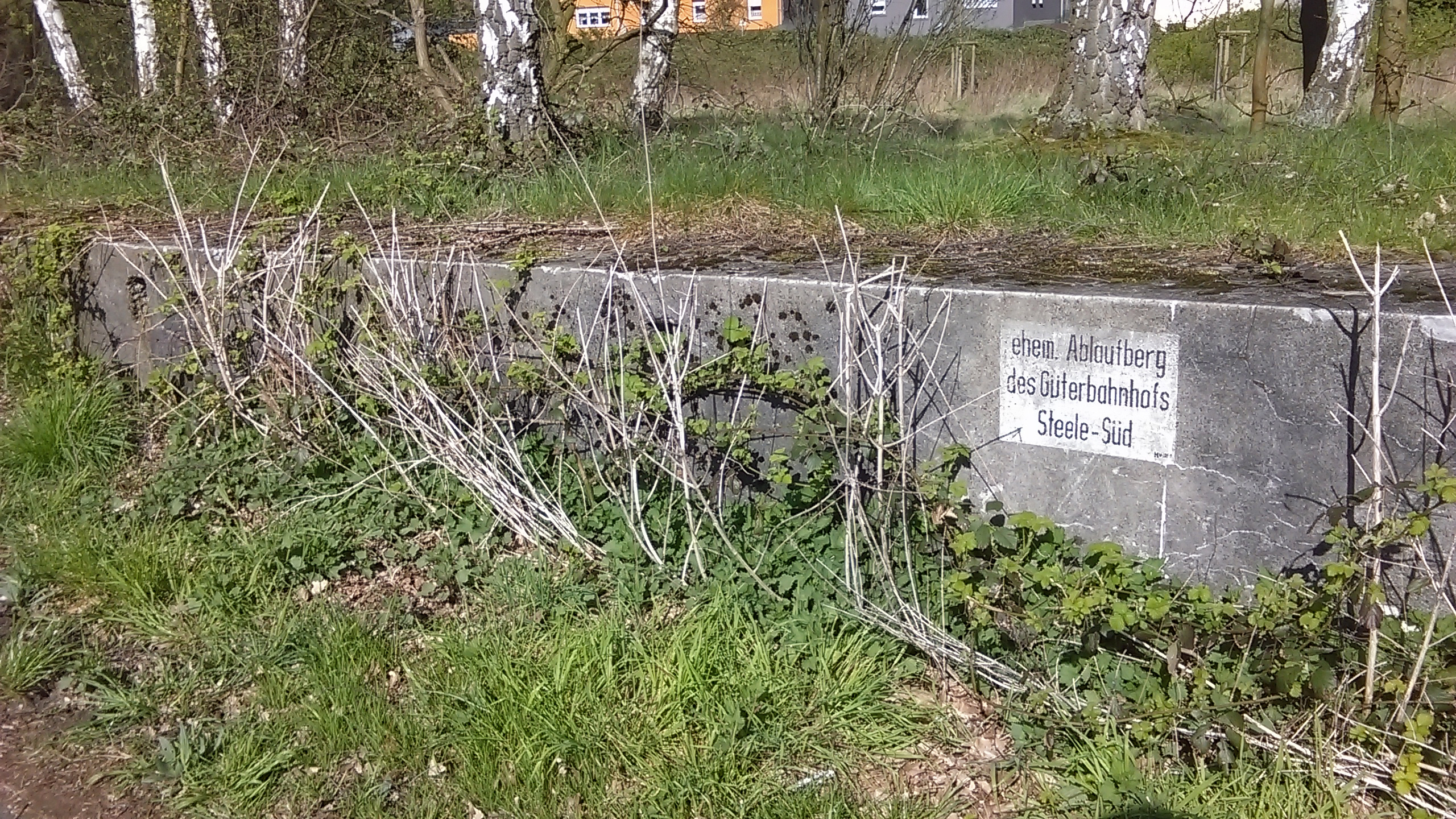
Bahnhof Essen-Steele Süd: letztes Relikt, Teil des Ablaufberges